# Demîdivka, Bârzula
Demîdivka (în ucraineană Демидівка) este un sat în comuna Liubașivka din raionul Bârzula, regiunea Odesa, Ucraina.

## Demografie
Componența lingvistică a localității Demîdivka
     Ucraineană (81,82%)
     Română (15,91%)
     Rusă (2,07%)
     Alte limbi (0,21%)
Conform recensământului din 2001, majoritatea populației localității Demîdivka era vorbitoare de ucraineană (81,82%), existând în minoritate și vorbitori de română (15,91%) și rusă (2,07%).